# Sỹ Bình
Sỹ Bình là một xã thuộc huyện Bạch Thông, tỉnh Bắc Kạn, Việt Nam.

## Địa lý
Xã Sỹ Bình có vị trí địa lý:
- Phía bắc giáp huyện Ngân Sơn
- Phía đông giáp xã Vũ Muộn
- Phía nam giáp xã Cao Sơn và xã Nguyên Phúc
- Tây giáp các xã Nguyên Phúc, Tân Tú và thị trấn Phủ Thông.

Xã Sĩ Bình có diện tích 27,20 km², dân số năm 2019 là 1.613 người, mật độ dân số đạt 59 người/km².
Trên địa bàn xã có một số dòng suối nhỏ như suối Pù Cà.

## Hành chính
Xã Sĩ Bình được chia thành 11 thôn bản: Phiêng Bủng, Nà Loạn, Khau Cưởm 1, Khau Cưởm 2, Nà Cà A, Nà Cà B, Nà Lẹng, Lọ Cặp, Nà Phja, Khuổi Đẳng, Pù Cà.